# Indiana Jones y la danza de los gigantes
Indiana Jones y la danza de los gigantes (título original: Indiana Jones and the Dance of the Giants) es una novela de aventura y fantasía estadounidense de la franquicia de Indiana Jones escrita por Rob MacGregor y publicada el 1 de mayo de 1991 por Bantam Books. Se trata del segundo de los 12 libros sobre el arqueólogo ficticio, precedido por Indiana Jones y el peligro en Delfos y seguido por Indiana Jones and the Seven Veils.

## Argumento
Año 1925, el doctor Henry Jones Jr., más conocido como Indiana Jones, consigue su puesto de trabajo como profesor en la Facultad de Arqueología de la Universidad de Londres. En una de sus clases conoce a una atractiva estudiante escocesa, Deirdre Campbell. Es la alumna más inteligente del curso; Indiana pronto se da cuenta de que la chica sabe más de lo que dice saber, mucho más allá del temario del curso. Cuando llega la fecha de presentar los temas de los trabajos del fin de cuatrimestre, la muchacha le sorprende la hipótesis hecha por Deirdre: Merlín (de las leyendas arturianas) existió de verdad y vivió en una cueva cerca del pueblo donde vivió antes la estudiante. Para demostrar esto, ella, su madre que es la directora de la facultad, e Indiana se dirigen al dicho pueblo para empezar trabajos arqueológicos. Sus esfuerzos se verán obstaculizados por una secta druida cuyo líder quiere hacerse con el puesto de primer ministro.

## Personajes
- Henry Jones Jr. (Indiana Jones): recién llegado profesor de arqueología en la Universidad de Londres.
- Deirdre Campbell: la alumna más brillante de Indiana, de la cual está enamorado, hija de la directora de la Facultad de Arqueología.
- La doctora Joanna Campbell: directora de la facultad donde trabaja Indiana y donde estudia su hija, Deirdre.
- Jack Shannon: el mejor amigo de Indy, su compañero de clase y músico jazz, de Chicago.
- El doctor Milford: viejo amigo del padre de Indiana, un poco excéntrico, le pasa a veces que habla inglés medio.
- Adrian Powell: parlamentario, líder de una secta druida.
- El padre Byrne: cura del pueblo donde vivía Deirdre y su madre, y donde está ubicada la «cueva de Merlín».
- Carl y Richard: hermanos, carpinteros, ayudantes del equipo arqueológico.

## Ediciones
- Rob MacGregor, Indiana Jones y la danza de los gigantes, trad. Diego García, Dolmen, 2008.[3]